# Pochabany
Pochabany (ungarisch Pohába – bis 1900 Pochabán) ist eine Gemeinde im Westen der Slowakei mit 275 Einwohnern (Stand 31. Dezember 2024), die zum Okres Bánovce nad Bebravou, einem Teil des Trenčiansky kraj, gehört.

## Geographie
Die Gemeinde befindet sich im Nordwestteil des Hügellands Nitrianska pahorkatina am Fuße des Gebirges Považský Inovec am Mittellauf des Baches Livina im Einzugsgebiet der Bebrava. Das Ortszentrum liegt auf einer Höhe von 243 m n.m. und ist 12 Kilometer von Bánovce nad Bebravou entfernt.
Nachbargemeinden sind Malé Hoste im Norden, Cimenná im Nordosten, Haláčovce im Osten, Veľké Hoste im Süden und Nemečky im Westen.

## Geschichte
Pochabany wurde zum ersten Mal 1329 als Pobohan schriftlich erwähnt und entwickelte sich aus einer älteren landadligen Siedlung auf einem Stück Land, das nach 1245 dem Ban Becsend aus dem Geschlecht Hont-Pázmány gehörte. Das Dorf war dann Besitz des örtlichen Landadels sowie später der Familien Tavarnoki, Traun, Erdődy, Colored und Stummer. Im 15. Jahrhundert verödete das Dorf und wurde 1592 nach deutschem Recht wieder besiedelt. 1715 wohnten 12 Haushalte im Ort, 1778 hatte die Ortschaft drei Mühlen, 21 Haushalte und 82 Einwohner, 1828 zählte man 35 Häuser und 243 Einwohner, die als Landwirte beschäftigt waren, dazu gab es Ende des 18. Jahrhunderts 13 Stellmacher.
Bis 1918 gehörte der im Komitat Neutra liegende Ort zum Königreich Ungarn und kam danach zur Tschechoslowakei beziehungsweise heute Slowakei. Von 1976 bis 1990 war Pochabany Teil der Nachbargemeinde Malé Hoste.

## Bevölkerung
| Jahr                | 1994 | 2004     | 2014    | 2024    |
| ------------------- | ---- | -------- | ------- | ------- |
| Anzahl der Personen | 296  | 254      | 251     | 275     |
| Unterschied         |      | −14,18 % | −1,18 % | +9,56 % |

| Jahr                | 2023 | 2024    |
| ------------------- | ---- | ------- |
| Anzahl der Personen | 276  | 275     |
| Unterschied         |      | −0,36 % |

Nach der Volkszählung 2011 wohnten in Pochabany 247 Einwohner, davon 240 Slowaken, zwei Tschechen sowie jeweils ein Magyare und Serbe. Ein Einwohner gab eine andere Ethnie an und zwei Einwohner machten keine Angabe zur Ethnie.
222 Einwohner bekannten sich zur römisch-katholischen Kirche, drei Einwohner zur Evangelischen Kirche A. B. und ein Einwohner zu einer anderen Konfession. Neun Einwohner waren konfessionslos und bei 12 Einwohnern wurde die Konfession nicht ermittelt.